# Murod Sharifxo‘jayev
Murod Sharifxo‘jayevich Sharifxo‘jayev (en ouzbek : Мурод Шарифхўжаевич Шарифхўжаев, en russe : Мурат Шарифходжаевич Шарифходжаев Murat Charifkhodjaïevitch Charifkhodjaïev, né le 20 août 1932 à Tachkent dans la RSS d’Ouzbékistan en Union Soviétique et mort le 14 décembre 2008 à Tachkent en Ouzbékistan) est un économiste et homme d'État ouzbek. Il a été président du Sénat du 27 janvier 2005 au 24 février 2006.

## Biographie
Murod Sharifxo‘jayev gradue de l'Institut d'économie et de finance de Tachkent en 1953. Il fait son doctorat en 1976. Il est élu à l'Académie des sciences d'Ouzbékistan en 1995. En 1999, il est élu à la Oliy Majlis dans la 214e circonscription de Shavatsky dans la Province de Khorezm où il est député jusqu'en 2004. En tant qu'économiste, il est considéré comme l'un des architectes de la relative libéralisation économique de l'Ouzbékistan. Le 27 janvier 2005, il devient président du Sénat. Il quitte ce poste le 24 février 2006 pour des raisons de santé et est remplacé par Ilgizar Sobirov. Il meurt en décembre 2008 dans sa ville natale de Tachkent.